# صوفي أوكونيدو
صوفي أوكونيدو (بالإنجليزية: Sophie Okonedo)‏ (مواليد 11 أغسطس 1968) ممثلة بريطانية، حصلت علي جائزة جولدن جلوب عام 2007. تم ترشيحها لجائزة الأوسكار في فئة أفضل ممثلة مساعدة عن دورها في فيلم فندق رواندا (2004) بدور تاتيانا روسيساباجينا.

## مسيرتها
مواليد 31 ديسبمبر عام 1968 في لندن تخرجت من جامعة كامبريدج، من أعمالها ستورمبريكر (2006)، مسلسل أوليفر تويست (2007)،

## روابط خارجية
- صوفي أوكونيدو على موقع IMDb (الإنجليزية)
- صوفي أوكونيدو على موقع قاعدة بيانات الأفلام العربية
- صوفي أوكونيدو على موقع ألو سيني (الفرنسية)
- صوفي أوكونيدو على موقع ميوزك برينز (الإنجليزية)
- صوفي أوكونيدو على موقع تيرنر كلاسيك موفيز (الإنجليزية)
- صوفي أوكونيدو على موقع أول موفي (الإنجليزية)
- صوفي أوكونيدو على موقع بوكس أوفيس موجو (الإنجليزية)
- صوفي أوكونيدو على موقع قاعدة بيانات برودواي على الإنترنت (الإنجليزية)
- صوفي أوكونيدو على موقع قاعدة بيانات الأفلام السويدية (السويدية)
- صوفي أوكونيدو على موقع إن إن دي بي (الإنجليزية)
- Sophie Okonedo في موقع شاشة الإنترنت [الإنجليزية]‏ التابع لمعهد الفيلم البريطاني